# 記念大橋
記念大橋（きねんおおはし）は、岐阜県岐阜市の伊自良川に架かる岐阜市道（市道則武木田線）の橋である。
伊自良川とその支流（板屋川、新堀川、早田川など）、および岐阜市則武地区の排水路の改修工事の一環として架橋された橋であり、記念大橋の「記念」とは、改修工事完成を記念してという意味がこめられている。

## 概要
- 供用：1983年（昭和58年）3月
- 延長：165.0m
- 幅員：11.3m
- 橋の種類：5径間連続プレートガーター橋
- 区間： 岐阜県岐阜市則武西2丁目 - 岐阜市南柿ヶ瀬

## 周辺施設
- 岐阜バス柿ヶ瀬営業所
- 岐阜市立島中学校
- 岐阜市立城西小学校

## 隣の橋
（下流） 河渡橋 - 【長良川合流点】 - 寺田橋 - 竹橋 - 島大橋 - 尻毛橋 - 記念大橋 - 古川橋 - 繰舟橋 - 柳戸橋- 問屋橋 - 石谷橋 （上流）